# بيتر مولينيو
بيتر مولينيو (بالإنجليزية: Peter Molyneux)‏ مواليد 5 مايو 1959 في غلدفورد، سري، إنجلترا، هو مصمم ومبرمج ألعاب إنجليزي. قام بصنع ألعاب مثل بلاك أند وايت، دنجين كيبر، بوبولوس وغاد جيم. بدأ مسيرته في صناعة الألعاب سنة 1982 حيث كان يقوم بنشر وتوزيع أقراص مرنة تحتوي على ألعاب آتاري وكومودور 64. قام بتأسيس ليونهيد استوديو في سنة 1997 والذي استحوذت عليه مايكروسوفت ستوديوز في 2006.

## أعماله
- فيبل (لعبة فيديو)
- ذي موفيز
- فيبل 2

## روابط خارجية
- بيتر مولينيو على موقع IMDb (الإنجليزية)
- بيتر مولينيو على موقع ميوزك برينز (الإنجليزية)
- بيتر مولينيو على موقع قاعدة بيانات الفيلم (الإنجليزية)